# Lisandro Ezequiel López
Lisandro Ezequiel López (Villa Constitución, Santa Fe, 1 de septiembre de 1989) es un futbolista argentino que juega como defensor. Actualmente juega en el Club Atlético Belgrano de la Liga Profesional Argentina.

## Trayectoria

### Inicios
Su padre, Pedro López, también fue futbolista, jugó de zaguero central en Mataderos. Su hermano Lucas López también es futbolista, jugó en el Club Atlético Platense.
Arrancó en las divisiones infantiles del Club Atlético Riberas del Paraná de Villa Constitución, luego pasó a la Academia de Ernesto Duchini de la misma ciudad. Hasta los 13 años, se desempeñó como delantero. Dejó Villa Constitución para sumarse a las Inferiores de Chacarita, donde terminó de pulir sus condiciones como defensor.

### Chacarita Juniors
Lisandro López inició su carrera en las inferiores de Chacarita Juniors jugando como zaguero central de posición neutral. Sus buenas apariciones y su buen rendimiento a nivel profesional llegaron a la mirada del técnico Gustavo Alfaro DT de Arsenal Fútbol Club. Jugó en Chacarita desde el año 2009 hasta 2010 y fue transferido al club de Sarandí.

### Arsenal de Sarandí
Tras su paso por Chacarita realizó una temporada en las divisiones inferiores hasta que fue titular causa de una lesión y satisfizo de una gran manera las necesidades defensivas del club de Sarandí. Sus buenas actuaciones le dieron la titularidad, desde el Torneo Apertura 2012, cuando fue elegido como Futbolista del año en Argentina, hasta su última transferencia tras finalizar el Torneo Final 2013. Lisandro López fue observado por clubes como Boca Juniors, River Plate, Estudiantes de La Plata y Santos Futebol Clube. Pero un club lusitano ofertó €4 000 000 y fue transferido allí.
Se destacó por casi lesionar a Ronaldinho con una patada en Copa Libertadores.

### Benfica
El club portugués pagó €4 000 000 por el defensor argentino de 24 años. Firmó un contrato de 3 temporadas. En marzo de 2017 renueva el contrato con el equipo luso hasta 2021.

### Getafe
El 2 de septiembre de 2013 se hace oficial su cesión al Getafe Club de Fútbol para la temporada 2013-14. El 26 de septiembre marca su primer gol en Europa con la camiseta del Getafe FC en la victoria 2 a 0 contra el Celta de Vigo, fue un remate de cabeza desde el centro del área por el lado derecho de la portería por la Liga Española. Fue titular casi indiscutible a lo largo de la temporada y uno de los pilares en la sufrida salvación del club getafense. Además demostró su valía como cabeceador anotando tres goles de este tipo durante el curso. Luego, fue cedido al Inter de Milán

### Boca Juniors
Al iniciar el año 2018 es traspasado desde el Genoa a Boca Juniors. No tardaría en convertir su primer gol el 10 de febrero de 2019 frente a Belgrano de Córdoba, recibiendo un centro en el área para anotar de cabeza. El partido acabaría empatado 1-1, perdiendo una gran oportunidad de acercarse al puntero del campeonato Boca Juniors. El 2 de mayo del mismo año consigue su primer título con el club al lograr ganar la Supercopa Argentina 2018 tras derrotar a Rosario Central por penales luego de un empate sin goles.
Ganó la titularidad rápidamente y se transformó en el guardián de la defensa xeneize. Marcaría varios goles más tanto por libertadores como por el torneo local. En el año 2020 disputó 8 partidos con la camiseta del xeneize, marcó 1 gol y también ganó la Copa de la Liga. El 29 de febrero de 2021 marcaría un gol contra Sarmiento de Junín, evitando así la derrota y lograr el empate 1-1, a finales de ese mismo año ganó la Copa Argentina llegando a disputar 8 partidos en el club de La Ribera.

### Tijuana
En enero del año 2022 fue traspasado a los Xolos de Tijuana.

### Khaleej Club
El 6 de julio del 2023 ficha por el Khaleej Club de la Liga Profesional Saudí.

### Belgrano de Córdoba
El 2 de julio del 2025 se oficializa su traspaso al club cordobés en forma gratuita.

## Selección nacional
Debutó con Argentina en un amistoso ante Venezuela, el 16 de marzo de 2011, el mismo día que se inauguró el Estadio Bicentenario en San Juan. Ganaron 4 a 1.
Fue convocado en la nómina de 30 jugadores para el Mundial de Fútbol Brasil 2014, luego sería descartado junto con otros 3 jugadores más.

## Clubes
| Club                                | País           | Año         |
| ----------------------------------- | -------------- | ----------- |
| C. A. Chacarita Juniors             | Argentina      | 2008 - 2010 |
| Arsenal F. C.                       | Argentina      | 2010 - 2013 |
| Getafe C. F.                        | España         | 2013 - 2014 |
| S. L. Benfica                       | Portugal       | 2014 - 2018 |
| Inter de Milán                      | Italia         | 2018        |
| Genoa C. F. C.                      | Italia         | 2018        |
| C. A. Boca Juniors                  | Argentina      | 2019 - 2022 |
| Tijuana                             | México         | 2022 - 2023 |
| Khaleej Club                        | Arabia Saudita | 2023 - 2024 |
| Burgos C. F.                        | España         | 2024        |
| Olimpia                             | Paraguay       | 2025        |
| C. A. Belgrano                      | Argentina      | 2025-Act.   |
| Actualizado al 29 de junio de 2025. |                |             |

| Club                              | Temporada           | Liga Nacional | Liga Nacional | Liga Nacional | Copas Nacionales* | Copas Nacionales* | Copas Nacionales* | Copas Internacionales | Copas Internacionales | Copas Internacionales | Total    | Total | Total  |
| Club                              | Temporada           | Partidos      | Goles         | Asist.        | Partidos          | Goles             | Asist.            | Partidos              | Goles                 | Asist.                | Partidos | Goles | Asist. |
| --------------------------------- | ------------------- | ------------- | ------------- | ------------- | ----------------- | ----------------- | ----------------- | --------------------- | --------------------- | --------------------- | -------- | ----- | ------ |
| C. A. Chacarita Juniors Argentina | 2009                | 1             | 0             | 0             | -                 | -                 | -                 | -                     | -                     | -                     | 1        | 0     | 0      |
| C. A. Chacarita Juniors Argentina | 2009/10             | 24            | 2             | 0             | -                 | -                 | -                 | -                     | -                     | -                     | 24       | 2     | 0      |
| C. A. Chacarita Juniors Argentina | Total               | 25            | 2             | 0             | -                 | -                 | -                 | -                     | -                     | -                     | 25       | 2     | 0      |
| Arsenal F. C. Argentina           | 2010/11             | 37            | 6             | 0             | -                 | -                 | -                 | -                     | -                     | -                     | 37       | 6     | 0      |
| Arsenal F. C. Argentina           | 2011/12             | 31            | 4             | 0             | -                 | -                 | -                 | 10                    | 0                     | 1                     | 41       | 4     | 1      |
| Arsenal F. C. Argentina           | 2012/13             | 34            | 7             | 0             | 4                 | 0                 | 0                 | 6                     | 0                     | 0                     | 44       | 7     | 0      |
| Arsenal F. C. Argentina           | Total               | 102           | 17            | 0             | 4                 | 0                 | 0                 | 16                    | 0                     | 1                     | 122      | 17    | 1      |
| Getafe C. F. · España             | 2013/14             | 26            | 3             | 1             | 2                 | 1                 | 0                 | -                     | -                     | -                     | 28       | 4     | 1      |
| Getafe C. F. · España             | Total               | 26            | 3             | 1             | 2                 | 1                 | 0                 | -                     | -                     | -                     | 28       | 4     | 1      |
| S. L. Benfica Portugal            | 2014/15             | 6             | 0             | 0             | 2                 | 0                 | 0                 | 2                     | 0                     | 0                     | 10       | 0     | 0      |
| S. L. Benfica Portugal            | 2015/16             | 14            | 1             | 1             | 3                 | 0                 | 0                 | 2                     | 0                     | 0                     | 19       | 1     | 1      |
| S. L. Benfica Portugal            | 2016/17             | 8             | 3             | 1             | 7                 | 1                 | 1                 | 2                     | 0                     | 0                     | 17       | 4     | 2      |
| S. L. Benfica Portugal            | 2017/18             | 4             | 0             | 0             | 2                 | 1                 | 0                 | 2                     | 0                     | 0                     | 8        | 1     | 0      |
| S. L. Benfica Portugal            | Total               | 32            | 4             | 2             | 14                | 2                 | 1                 | 8                     | 0                     | 0                     | 54       | 6     | 3      |
| Inter de Milán · Italia           | 2018                | 1             | 0             | 0             | -                 | -                 | -                 | -                     | -                     | -                     | 1        | 0     | 0      |
| Inter de Milán · Italia           | Total               | 1             | 0             | 0             | -                 | -                 | -                 | -                     | -                     | -                     | 1        | 0     | 0      |
| Genoa C. F. C. · Italia           | 2018                | -             | -             | -             | 1                 | 0                 | 0                 | -                     | -                     | -                     | 1        | 0     | 0      |
| Genoa C. F. C. · Italia           | Total               | -             | -             | -             | 1                 | 0                 | 0                 | -                     | -                     | -                     | 1        | 0     | 0      |
| C. A. Boca Juniors Argentina      | 2019                | 8             | 2             | 0             | 7                 | 1                 | 0                 | 6                     | 1                     | 0                     | 21       | 4     | 0      |
| C. A. Boca Juniors Argentina      | 2019/20             | 14            | 1             | 1             | 1                 | 0                 | 0                 | 4                     | 0                     | 0                     | 19       | 1     | 1      |
| C. A. Boca Juniors Argentina      | 2020/21             | 8             | 1             | 0             | 5                 | 1                 | 0                 | 14                    | 1                     | 1                     | 27       | 3     | 1      |
| C. A. Boca Juniors Argentina      | 2021/22             | 8             | 1             | 0             | 2                 | -                 | -                 | 0                     | 0                     | 0                     | 10       | 1     | 0      |
| C. A. Boca Juniors Argentina      | Total               | 38            | 5             | 1             | 15                | 2                 | 0                 | 24                    | 2                     | 1                     | 77       | 9     | 2      |
| Tijuana · México                  | 2021/22             | 14            | 4             | 0             | -                 | -                 | -                 | -                     | -                     | -                     | 14       | 4     | 0      |
| Tijuana · México                  | 2022/23             | 27            | 4             | 0             | -                 | -                 | -                 | -                     | -                     | -                     | 27       | 4     | 0      |
| Tijuana · México                  | Total               | 40            | 8             | 0             | -                 | -                 | -                 | -                     | -                     | -                     | 40       | 8     | 0      |
| Total en su carrera               | Total en su carrera | 262           | 39            | 4             | 36                | 5                 | 1                 | 48                    | 2                     | 2                     | 348      | 46    | 7      |

(*) Incluye la Supercopa Argentina.

## Palmarés

### Campeonatos nacionales
| Título                | Equipo             | Sede      | Año     |
| --------------------- | ------------------ | --------- | ------- |
| Primera División      | Arsenal F. C.      | Argentina | C-2012  |
| Supercopa Argentina   | Arsenal F. C.      | Argentina | 2012    |
| Copa Argentina        | Arsenal F. C.      | Argentina | 2012/13 |
| Supercopa de Portugal | S. L. Benfica      | Portugal  | 2014    |
| Primeira Liga         | S. L. Benfica      | Portugal  | 2014/15 |
| Copa de la Liga       | S. L. Benfica      | Portugal  | 2015    |
| Primeira Liga         | S. L. Benfica      | Portugal  | 2015/16 |
| Copa de la Liga       | S. L. Benfica      | Portugal  | 2016    |
| Supercopa de Portugal | S. L. Benfica      | Portugal  | 2016    |
| Primeira Liga         | S. L. Benfica      | Portugal  | 2016/17 |
| Copa de Portugal      | S. L. Benfica      | Portugal  | 2017    |
| Supercopa de Portugal | S. L. Benfica      | Portugal  | 2017    |
| Supercopa Argentina   | C. A. Boca Juniors | Argentina | 2018    |
| Primera División      | C. A. Boca Juniors | Argentina | 2019/20 |
| Copa de la Liga       | C. A. Boca Juniors | Argentina | 2020    |
| Copa Argentina        | C. A. Boca Juniors | Argentina | 2019/20 |

### Distinciones individuales
| Distinción                      | Año  |
| ------------------------------- | ---- |
| Futbolista del año en Argentina | 2012 |